# Саздо Дерменджиев
Саздо Дерменджиев е виден български общественик и търговец, член на Солунската българска община.

## Биография
Роден е в големия македонски град Велес, тогава в Османската империя. Отраства в Гевгели, където баща му се занимава с бубарство, развива голяма стопанска дейност и забогатява. Дерменджиев се установява в Солун и става виден член на българската община. Към 1897 година той е сред най-заможните български търговци.
Никола Алексиев пише:
| „ | Саздо Дерменджиев бе наистина затворен, недостъпен за всекиго човек. Но само това. Дерменджиев беше обаче рядък българин. Изразходвал е големи суми за народни цели. Даде отлично възпитание на синовете си, които учиха дълго във Франция и развиха търговските му работи до големи размери. | “ |

В междувоенния период остава в Солун и продължава бизнеса си като Саздо Дерменджи (Σάζδο Δερμεντζή). Остава във връзка с български търговци като братя Ризови от Велес, представя ги в Солун поне до 1925 година, кореспондирайки на български език.
Негов син е Петър Дерменджиев, който през август 1941 година подписва изложение до българското правителство за тежкото положение на българите в областта, а по време на войната е сред основателите на Българския клуб в Солун и активен негов член. След Деветосептемврийския преврат в 1944 година е съден и оправдан в София по процеса на Дванадесетия върховен състав на Народния съд.